# يان سفيراك
يان سفيراك (بالتشيكية: Jan Svěrák)‏ هو منتج أفلام وكاتب سيناريو ومخرج وممثل تشيكي، ولد في 6 فبراير 1965 في التشيك. من الجوائز التي نالها جائزة الأوسكار لأفضل فيلم بلغة أجنبية عن عمل كوليا سنة 1996 وCrystal Globe (Karlovy Vary International Film Festival) ‏ سنة 1995.

## أعمال

### أفلام
- (1996) كوليا[7]

## جوائز وترشيحات
جوائز
- جائزة الأوسكار لأفضل فيلم بلغة أجنبية، عن عمل: كوليا (1996)
- Crystal Globe (Karlovy Vary International Film Festival) [الإنجليزية]‏ (1995)

ترشيحات
- جائزة الأوسكار لأفضل فيلم بلغة أجنبية (1991)
- Polish Academy Award for Best European Film [الإنجليزية]‏ (2009)
- جائزة الأكاديمية البريطانية للأفلام لأفضل فيلم بلغة غير الإنجليزية [الإنجليزية]‏، عن عمل: كوليا (1997)
- جائزة الفيلم الأوروبي لأفضل فيلم [الإنجليزية]‏، عن عمل: كوليا (1996)

## وصلات خارجية
- يان سفيراك على موقع IMDb (الإنجليزية)
- يان سفيراك على موقع الموسوعة البريطانية (الإنجليزية)
- يان سفيراك على موقع مونزينجر (الألمانية)
- يان سفيراك على موقع ألو سيني (الفرنسية)
- يان سفيراك على موقع أول موفي (الإنجليزية)
- يان سفيراك على موقع قاعدة بيانات الأفلام السويدية (السويدية)
- يان سفيراك على موقع قاعدة بيانات الفيلم (الإنجليزية)
- يان سفيراك على موقع كينوبويسك (الروسية)